# Валдімар Інгімундарсон
Валдімар Тор Інгімундарсон (ісл. Valdimar Þór Ingimundarson, нар. 28 квітня 1999, Рейк'явік, Ісландія) — ісландський футболіст, півзахисник норвезького клубу «Стремсгодсет» та молодіжної збірної Ісландії.

## Клубна кар'єра
Валдімар Інгімундарсон є вихованцем столичного клубу «Фількір». У липні 2016 року він дебютував у першій команді у чемпіонаті Ісландії. В тому ж матчі Валдімар відмітився першим забитим голом.
Влітку 2020 року Валдімар підписав контракт з норвезьким клубом «Стремсгодсет». І в жовтні того року зіграв свій перший матч у норвезькій Тіппелізі.

## Збірна
У 2021 році Валдімар Інгімундарсон у складі молодіжної збірної Ісландії брав участь у молодіжному Євро, що проходив в Угорщині та Словенії. На турнірі Валдімар зіграв в усіх трьох матчах групового етапу.

## Титули і досягнення
- Володар Суперкубка Ісландії (1):

«Вікінгур»: 2024